# Astram

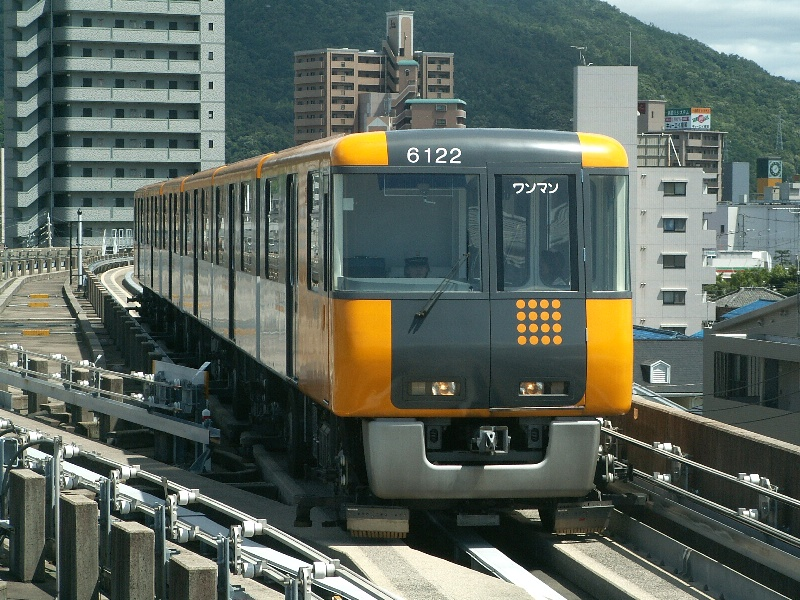
Zug der Astram

Astram ist ein automatisches, spurgeführtes Nahverkehrssystem in der japanischen Stadt Hiroshima. Der Name Astram ist eine Kombination aus dem japanischen Wort asa (朝, „Morgen“) und dem Englischen tram.
Die Astram-Linie ist 18,4 km lang, davon verlaufen 1,6 km (3 Haltestellen) im Innenstadtbereich unterirdisch, der Rest auf Stelzen. Die Endstellen sind Hondōri (本通り) und Kōiki-Kōen-mae (広域公園前). Um die insgesamt 22 Haltestellen anzufahren, werden 37 Minuten benötigt. Betrieben wird sie von der Hiroshima Rapid Transit Co. Ltd.
Technisch handelt es sich um eine spurgeführte Bahn auf Gummireifen, die von seitlich angebrachten Stromabnehmern mit 750 V Gleichstrom versorgt wird. Die Züge haben sechs Waggons. Ähnliche Systeme sind in mehreren anderen Städten Japans gebaut worden.

## Weiterer Ausbau
Eine Erweiterung ist geplant, diese verläuft von Kōiki-Kōen-mae im Stadtbezirk Asa in südliche Richtung. Der erste Bauabschnitt ist 6,2 km lang, der zweite, welcher die Astram mit dem Hauptbahnhof verbinden wird, 5,4 km. Diese verläuft unterirdisch an der Heiwa Ōdōri entlang. Eine weitere unterirdische Verlängerung von 1,4 km entlang der Hondōri bis zur ehemaligen Universität von Hiroshima soll in Zukunft gebaut werden.